# Alochton
Alochton je živá i neživá věc pocházející z jiného místa. Nejčastěji se jedná o horninové těleso přemístěné z místa původního výskytu (vzniku) na jiné místo jeho dnešního výskytu. Termín alochton se používá hlavně v tektonické geologii pro tělesa příkrovů sunutá na velké vzdálenosti. Opakem je autochton.